# San José del Valle
San José del Valle is een gemeente in de Spaanse provincie Cádiz in de regio Andalusië met een oppervlakte van 224 km². In 2007 telde San José del Valle 4289 inwoners.

## Demografische ontwikkeling
Bron: INE, 2001-2011: volkstellingen
Opm.: tot 1995 behoorde San José del Valle tot de gemeente Jerez de la Frontera

## Geboren
- Luis Alberto (28 september 1992), voetballer